# Adiabene
Adiabene (en griego antiguo: Ἀδιαβηνή Adiabēnē, derivado del idioma siríaco: ܚܕܝܐܒ, Ḥaḏy’aḇ o Ḥḏay’aḇ, persa ant.: Nodširakan, armenio: Նոր Շիրական Nor Širakan) fue un antiguo reino en Asiria, su capital era Arbela (actual Arbil o Erbil Irak). En el siglo I sus gobernantes se convirtieron al judaísmo del ashurismo.
La reina Helena de Adiabene (a quien las fuentes judías denominan Heleni HaMalka) se mudó a Jerusalén donde mandó construir palacios para ella y sus hijos, Izates bar Monobaz y Monobaz II en la zona norte de la ciudad de David, al sur del Monte del Templo. Según el Talmud, tanto Helena como Monbaz donaron gran cantidad de riquezas al Templo de Jerusalén.

## Gobernantes
- Izates I (c. 15 AD)
- Bazeus Monobazus I (20?–30?)
- Heleni (c. 30–58)
- Izates II (c. 34–58)
- Vologases (un rebelde parto que se opuso a Izates II) (c. 50)
- Monobazus II bar Monobazus (58 – mediados de los 70s)
- Tigranes II el Grande
- Meharaspes (?–116)
- Al Imperio romano (116–117)
- Rakbakt (Un gobernador parto de raíces Alanian)[7]  (?-191)
- Narsai de Adiabene (c. 191–200)
- Shahrat (Shahrad) (c. 213-224)
- Al Imperio sasánida (226–649)
- Ardashir II (344-376)
- Aphraates (c. 310)